# Tarqumiyah
Tarqumiyah (Arabisch: ترقوميا) is een Palestijnse stad op de Westelijke Jordaanoever. Ze ligt zo'n twaalf kilometer ten noordwesten van Hebron.